# Яуза (вагон метро)
81-720/721 «Яуза» — тип электровагонов Московского метрополитена. Название получил в честь одноимённой реки. Вагоны модели 81-720 — головные, 81-721 — промежуточные, оба являются моторными. Внешний вид создан художниками-конструкторами (дизайнерами) Волжского автомобильного завода, что по времени приблизительно совпадало с утверждением образа кузовов легковых автомобилей поколения ВАЗ-2110. Является первой в России моделью, оснащённой асинхронными тяговыми электродвигателями.
Всего с 1991 по 2004 год построено 14 составов: 9 базовой модели 81-720/721 (1 опытный пятивагонный, 1 шестивагонный и 7 опытно-промышленных семивагонных), 1 опытный трёхвагонный модификации 81-720А/721А и 4 семивагонных состава серийной партии модификации 81-720.1/721.1. Из-за многочисленных сбоев в начале эксплуатации вагон получил прозвище «Язва» и через несколько лет после начала мелкосерийного производства их дальнейший выпуск был прекращён. Все вагоны этой серии после столкновения у оборотного тупика станции «Каширская» выведены из регулярной эксплуатации; большинство вагонов по состоянию на 2025 год утилизировано, а 4 вагона сохранены для Музея транспорта Москвы.

## История создания и выпуска
В 1987 году Мытищинский машиностроительный завод начал проектирование электропоездов принципиально нового типа для метрополитенов, отталкиваясь от некоторых наработок и концепции вагонов типа И. При разработке нового типа вагонов одной из приоритетных задач стало создание нового современного дизайна поезда, который бы принципиально отличался от предыдущих моделей.
Экстерьер и интерьер поезда был спроектирован специалистами дизайн-центра Управления главного конструктора Волжского автомобильного завода. В связи с тем, что разработкой поезда занимались автомобилисты, некоторые элементы нового поезда, такие как фары и сигнальные фонари, были внешне схожи с автомобильными. Новшеством в дизайне стала новая асимметричная лобовая часть кабины машиниста с горизонтальной выступающей панелью фар, при этом торцевая эвакуационная дверь была смещена вправо, а рабочее место машиниста и лобовое стекло занимало левую и центральную часть кабины. В пассажирских салонах было решено применить сиденья со спинками анатомической формы, однако в дальнейшем из-за неудобства для некоторых пассажиров разных комплекций и неустойчивости к порче вандалами они были заменены более простыми сиденьями.
По итогам долгой работы заводского коллектива в 1990—1991 годах был собран опытный пятивагонный электропоезд с номерами вагонов 001, 002, 003, 004 и 005, получивший коммерческое название «Яуза».

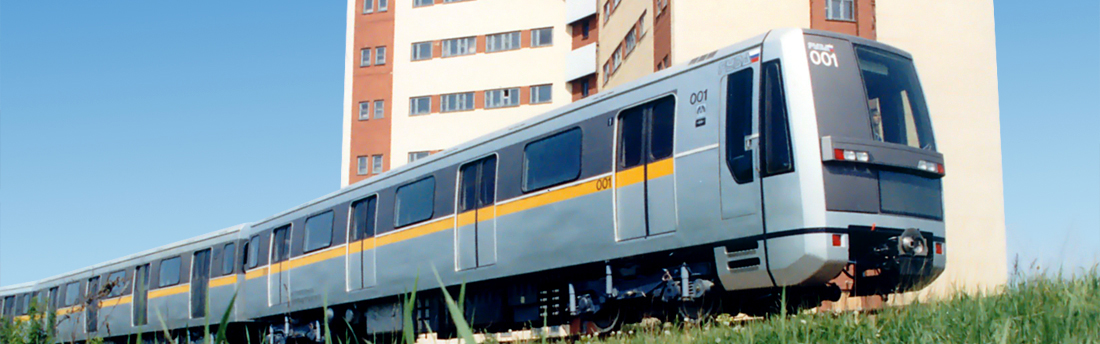
Первый опытный электропоезд «Яуза» на кольце ВНИИЖТ

Первоначально состав из вагонов 81-720/721 имел стандартный коллекторный тяговый привод, однако в конце 1992 года его оснастили опытным асинхронным приводом разработки завода «Динамо». Испытания этого поезда проводились на экспериментальном кольце ВНИИЖТа в подмосковной Щербинке. Для наладки и испытаний «Яузы» специалисты института переоборудовали тяговую подстанцию для питания вагонов метро напряжением 850 В. Поскольку контактного рельса на железнодорожном испытательном полигоне нет, на крышу поезда был временно установлен электровозный токоприёмник (пантограф). Какое-то время ушло на наладочные работы, и наконец летом 1993 года состоялись тягово-энергетические испытания.
В ходе опытной эксплуатации метропоезда выяснялось, что та или иная доводка требовала либо слишком длительного времени, либо была сопряжена с крупными дополнительными затратами (через несколько лет выяснилось, что силовые тиристоры, приобретённые для использования в электроприводе опытного состава, были поддельными. Сотрудница завода-изготовителя маркировала тиристоры низкого класса, как более высокого, из-за чего, поработав некоторое время, они выходили из строя). В итоге от асинхронного привода на данном этапе было решено отказаться. Идею метропоезда подкорректировали, задачу разработчикам-электрикам упростили, и в сжатые сроки на заводе «Динамо» создали привод для второго состав из вагонов 81-720/721, имеющий стандартные коллекторные двигатели и импульсное регулирование тягового привода.
В 1994—1995 годах был собран второй опытный состав, на этот раз трёхвагонный. В отличие от первого опытного состава, он имел обычные коллекторные двигатели. Кроме того, была изменена система нумерации вагонов: она стала четырёхзначной, и номер 0006 получил промежуточный, а 0007 и 0008 — головные вагоны. После проведения первичных испытаний в 1996 году завод построил для этого поезда ещё три промежуточных вагона с номерами 0009—0011.
После нескольких месяцев эксплуатации второго поезда было принято решение о начале серийного производства вагонов. В оборудование серийных вагонов типа 81-720/721 были внесены новые изменения, в результате чего опытные составы стали несовместимы с серийными. Всего с 1998 по 2002 год были собраны 14 головных и 35 промежуточных метровагонов типа «Яуза», образовавших 7 серийных составов. Нумерация головных вагонов продолжилась в диапазоне 00xx от 0012 по возрастанию, а для промежуточных вагонов был выделен отдельный диапазон номеров, начиная с 0100.
В 2000 году на Мытищинском заводе был выпущен опытный состав из вагонов типа 81-720А/721А № 0022-0023, 0123. Вначале опытные вагоны были оборудованы асинхронными двигателями фирмы Alstom, затем на двух из них испытывался асинхронный тяговый привод фирмы Hitachi, а на третьем — комплект асинхронных двигателей из Новосибирска. После непродолжительных испытаний в метрополитене этот опытный состав был возвращён на завод, где впоследствии был утилизирован.
В 2002 году на Мытищинском машиностроительном заводе был выпущен первый метропоезд 81-740/741 «Русич», предназначенный для использования на линиях лёгкого и мини-метро. Этот поезд был дальнейшей проработкой проекта 81-720А/721А, на основе которой в 2004 году были разработаны новые метровагоны типа «Яуза». В 2004 году было изготовлено 4 семивагонных состава 81-720.1/721.1 с тяговым оборудованием КАТП-1 производства АО «Метровагонмаш» и асинхронными двигателями переменного тока ТАД 280М4 У2 мощностью 170 кВт производства АЭК «Динамо», по тяговой (и не только) части идентичные вагонам «Русич». Эти составы считаются серийными, а 81-720/721 — опытно-промышленными.
Данные по выпуску вагонов «Яуза» разных модификаций по годам приведены в таблице:
| Год выпуска | Модификация    | Вагонов на состав | Количество составов | Количество вагонов | Количество вагонов | Номера выпущенных вагонов | Номера выпущенных вагонов |
| Год выпуска | Модификация    | Вагонов на состав | Количество составов | 81-720             | 81-721             | 81-720                    | 81-721                    |
| 1991        | 81-720/721     | 5                 | 1                   | 2                  | 3                  | 001, 005                  | 002—004                   |
| 1994        | 81-720/721     | 3, далее 6        | 1                   | 2                  | —                  | 0007, 0008                | —                         |
| 1995        | 81-720/721     | 3, далее 6        | 1                   | —                  | 1                  | —                         | 0006                      |
| 1996        | 81-720/721     | 3, далее 6        | 1                   | —                  | 3                  | —                         | 0009—0011                 |
| 1998        | 81-720/721     | 7                 | 2                   | 4                  | 10                 | 0012—0015                 | 0100—0109                 |
| 1999        | 81-720/721     | 7                 | 1                   | 2                  | 5                  | 0016—0017                 | 0110—0114                 |
| 2000        | 81-720А/721А   | 3                 | 1                   | 2                  | 1                  | 0022, 0023                | 0123                      |
| 2001        | 81-720/721     | 7                 | 2                   | 4                  | 10                 | 0018—0021                 | 0115—0122, 0124—0125      |
| 2002        | 81-720/721     | 7                 | 2                   | 4                  | 10                 | 0024—0027                 | 0126—0135                 |
| 2004        | 81-720.1/721.1 | 7                 | 4                   | 8                  | 20                 | 0028—0035                 | 0136—0155                 |

## Технические характеристики
- Конфигурация — поезд из 6—8 моторных вагонов
- Конструктивная скорость — 100 км/час
- Число и номинальная мощность тяговых двигателей — 4×115 кВт
- Вместимость вагона при плотности 10 чел./м² — 330/350 чел.
- Число мест для сидения — 36/36
- Длина вагона — 20/19,21 м
- Ширина вагона — 2,7 м
- Начальное ускорение до 28 км/ч при максимальной нагрузке — 1,3 м/с²
- Максимальное замедление (электроторможение от 100 до 7 км/ч, электромеханическое от 7 до 0 км/ч) — 1,3 м/с²
- Рекуперация энергии — имеется, но не используется на практике так как тяговые подстанции не переоборудованы.
- Тип двигателей: опытно-промышленный вагон — коллекторные; серийный вагон — асинхронные.
- Уровень шума:
  - в пассажирском салоне — 71—78 дБА
  - в кабине машиниста — 69—73 дБА

## Конструкция

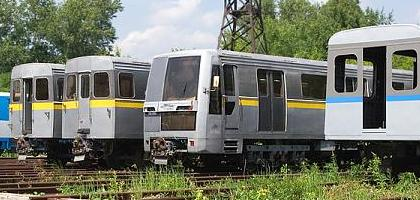
Вагоны экспериментального поезда 81-720А/721А на заводе Метровагонмаш

Конструкция вагонов «Яузы» принципиально отличается от предыдущих серий: кузов выполнен из нержавеющей стали, использованы современный дизайн, новая тележка. Тяговый привод с двигателями постоянного тока ДК-120 и тиристорно-импульсной системой управления разработан АЭК «Динамо». Применено опорно-рамное подвешивание тягового двигателя и редуктора, центральное подвешивание — пневматическое, а буксовое — одностороннее рычажное.
Вагоны имеют повышенные эксплуатационную надёжность и пожаробезопасность. Они оборудованы микропроцессорной системой автоматического управления и технической диагностики, электропневматической системой управления тормозами, системами пожаротушения и пожарной сигнализации, экстренной связи и радиооповещения пассажиров. Система автоматизированного управления поездом «Витязь-1» была разработана в ОАО «НИИ приборостроения им. В. В. Тихомирова». Благодаря конструктивным решениям значительно упрощён и удешевлён ремонт вагонов, используется система рекуперативного торможения (при торможении тяговые двигатели работают как генераторы вырабатывающие электроэнергию, которая возвращается в контактную сеть). Вагоны имеют более плавный и менее шумный ход, повышена и максимальная конструктивная скорость — до 100 км/ч.

### Механическое оборудование

#### Тележки
Кузов метровагона «Яуза», аналогично другим метровагонам, опирается на две двухосные тележки. Рамы тележек имеют сварную коробчатую конструкцию из металлических листов. Тележки имеют двухступенчатое рессорное подвешивание: рама тележки опирается на буксы через пружинные рессоры буксовой ступени подвешивания, а кузов опирается на раму тележки через пневматические рессоры центральной ступени рессорного подвешивания. Крепление букс к раме тележки — одностороннее рычажное (впервые на серийном метровагоне). Конструкция пневматических рессор, также впервые использованных на серийном метровагоне, рассмотрена в разделе «Пневмоподвешивание». Горизонтальная связь кузова с тележкой на вагонах 0006—0008 выполнена шарнирной с плавающим шкворнем, а на вагонах 0009—0011 — бесшарнирной: кузов и тележка связаны односторонней тягой, шарнирно закреплённой на раме вагона (в гнезде автосцепки) и на поперечной балке рамы тележки. Гашение колебаний кузова и тележек выполняется гидравлическими гасителями, установленными параллельно обеим ступеням подвешивания.
Все тележки являются моторными. В каждой тележке установлены два тяговых двигателя, по одному на каждую колёсную пару. На метровагонах «Яуза» впервые для отечественных метровагонов и метровагонов СНГ применён третий класс тяговой передачи. При этом каждый тяговый двигатель вагона жёстко связан со своим тяговым редуктором. Полученный блок из тягового двигателя и редуктора имеет опорно-рамное подвешивание — он опирается только на раму тележки, а значит, полностью подрессорен. Вал тягового двигателя вращает ведущую шестерню редуктора, а она вращает ведомую шестерню. Вращение ведомой шестерни передаётся к колёсной паре с помощью компенсационной муфты — полого вала, надетого на ось колёсной пары. Связь полого вала с шестернёй и осью колёсной пары выполнена поводками с резино-металлическими элементами. Это позволяет колёсной паре перемещаться относительно редуктора.
Для подачи высокого напряжения на вагон на каждой тележке установлены два рельсовых токоприёмника (справа и слева). Каждый токоприёмник находится на изолированном брусе, закреплённом на буксах. Одна из букс каждой колёсной пары имеет заземляющее устройство, через которое цепи высокого напряжения вагона подключены к колёсным парам и рельсам.
Для фрикционного торможения поезда на каждой тележке установлены тормозные цилиндры. При подаче в них сжатого воздуха поршни тормозных цилиндров перемещают рычаги тормозной рычажной передачи. На вагонах 0006—0008 тормоза дисковые: тормозная рычажная передача прижимает тормозные колодки к дисковым накладкам, установленным справа и слева на каждом колесе. На вагонах 0009—0011 тормоза колодочные, с односторонним нажатием: тормозная рычажная передача прижимает к поверхности катания каждого колеса тормозную колодку. Для затормаживания поезда при отсутствии сжатого воздуха тормозные цилиндры имеют специальные пружины. При отсутствии сжатого воздуха в пневмосистеме эти пружины воздействуют на тормозную рычажную передачу, затормаживая поезд. Такой тормоз называется стояночным пневмопружинным тормозом.

#### Пневмоподвешивание
Вагоны «Яуза» — первые серийные отечественные метровагоны, оборудованные пневматическими рессорами (пневмоподвешиванием). Кузов вагона опирается на каждую из двух тележек через две пневморессоры — правую и левую. Пневморессоры состоят из резинокордовых оболочек, заполненных сжатым воздухом, подаваемым из напорной магистрали вагона. Пневморессоры каждой тележки имеют отдельную пневматическую систему.
Система пневмоподвешивания автоматически поддерживает расстояние между кузовом и тележками независимо от загрузки вагона, а также исключает наклон кузова вправо или влево. Для этого предусмотрены механические регуляторы положения кузова, по одному на каждую пневморессору. В зависимости от загрузки вагона регуляторы изменяют давление в пневматических рессорах. Так, если в вагон вошли пассажиры, вес кузова увеличится и кузов опустится. При этом регуляторы положения кузова увеличат давление воздуха в рессорах. Кузов приподнимется и займёт исходное положение. По давлению в пневматических рессорах оценивается загрузка вагона: давление в пневморессорах каждого вагона измеряется двумя датчиками, информация от которых поступает в систему управления вагоном.
На станциях загрузка вагона пассажирами может интенсивно меняться. Поэтому при посадке и высадке пассажиров скорость наполнения или разрежения пневморессор автоматически повышается. Это обеспечивают два ограничительных клапана (по одному на тележку), связанных с пневмосистемой автоматических дверей. В зависимости от положения дверей (открыты либо закрыты) клапаны изменяют сечение отверстий для подачи воздуха в пневморессоры. При открытых дверях клапаны увеличивают сечение отверстий для подачи воздуха в рессоры, при закрытых — уменьшают.
Для защиты от недопустимого подъёма кузова у каждой пневморессоры установлен отпускной клапан, который при недопустимом подъёме кузова выпускает воздух из своей пневморессоры. Для защиты от перекоса кузова при неисправности одной из рессор установлены быстродействующие клапаны, по одному на тележку. При значительной разности давлений в пневморессорах тележки такой клапан выпускает воздух из соседней пневморессоры тележки.
Похожая система пневмоподвешивания используется и на всех последующих отечественных метровагонах.

#### Расположение оборудования
Как и у других метровагонов, большая часть оборудования вагона «Яуза» находится под кузовом вагона. Так, под кузовом головного вагона расположены: блоки силовой и вспомогательной контакторной аппаратуры, аккумуляторная батарея и блок бортового электроснабжения; мотор-компрессор, резервуары пневматической системы и блок электропневматических приборов; электронные блоки управления вагоном и тяговым приводом, блоки конденсаторов и дросселей (реакторов), блок быстродействующего выключателя, блок распределительного устройства. Часть оборудования головных вагонов находится в кабине машиниста и в аппаратном отсеке (специальном шкафу) за кабиной машиниста. Часть оборудования прицепных вагонов находится в двух отсеках, расположенных в торцевой стенке вагона под левым и правым торцевыми окнами.

### Интерьер

#### Пассажирский салон
Пассажирские сиденья в вагонах расположены вдоль центрального прохода, по бокам от него спинками к стенам вагона по бокам от центрального прохода. Сиденья между дверными проёмами с каждой стороны имеют 6 сидячих мест. Число сидячих мест в каждом вагоне составляет 36, в торцевой части сиденья отсутствуют. За счёт уменьшения числа посадочных мест в торцевых частях вагонов были образованы вместительные площадки для стоящих пассажиров, что позволило увеличить вместимость каждого вагона на 30—40 человек по сравнению с 81-717/714. Впервые в отечественном вагоностроении были сделаны сиденья, повторяющие изгиб спины человека (однако от них в дальнейшем отказались и предпочли устанавливать новые сиденья антивандальной конструкции).
Пассажирские салоны оборудованы системой люминесцентного освещения и принудительной системой вентиляции с малошумными вентиляционными агрегатами авиационного типа. Это позволило отказаться от форточек в окнах и вентиляционных воздуховодов. Потолок в салоне имеет плоскую форму, по центру над проходом размещены выступающие из потолка решётки вентиляционных агрегатов округлой формы, а по бокам от них вдоль салона размещены люминесцентные лампы освещения по одному ряду с каждой стороны.
В обоих торцах промежуточных вагонов и в противоположных кабинам торцах головных установлены электронные табло типа «бегущая строка». Над дверьми конструкцией предусмотрено размещение электронной схемы маршрута движения поезда, которая дублирует звуковую информацию.
Учитывая печальный опыт проекта вагонов типа И, на «Яузе» была установлена новая система автоматического пожаротушения, при пожаре мгновенно образующая в салоне водяное облако, однако по углам висят классические огнетушители. Во внутренней отделке салонов использованы негорючие материалы.

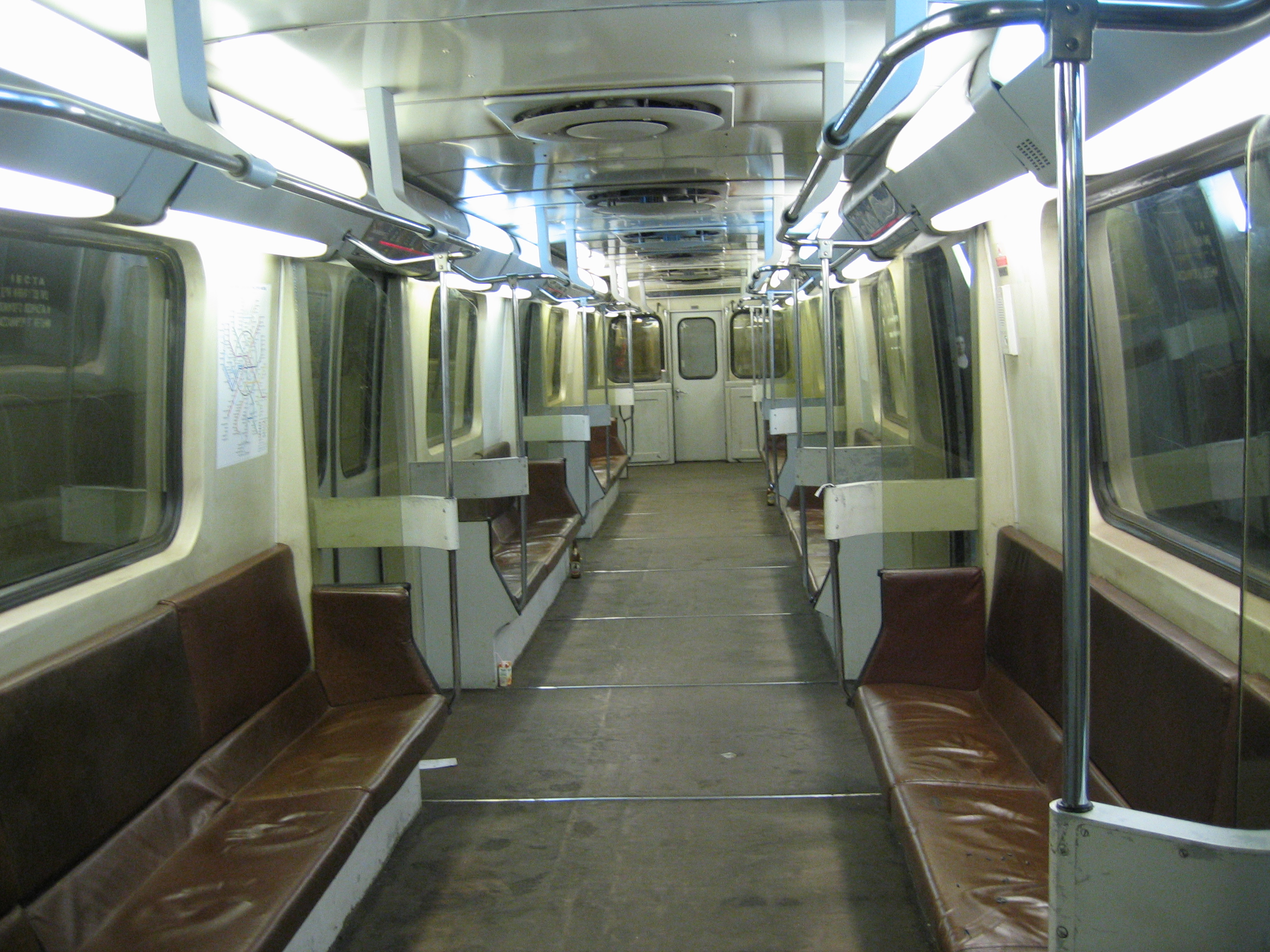
Салон 81-720/721 первого поколения
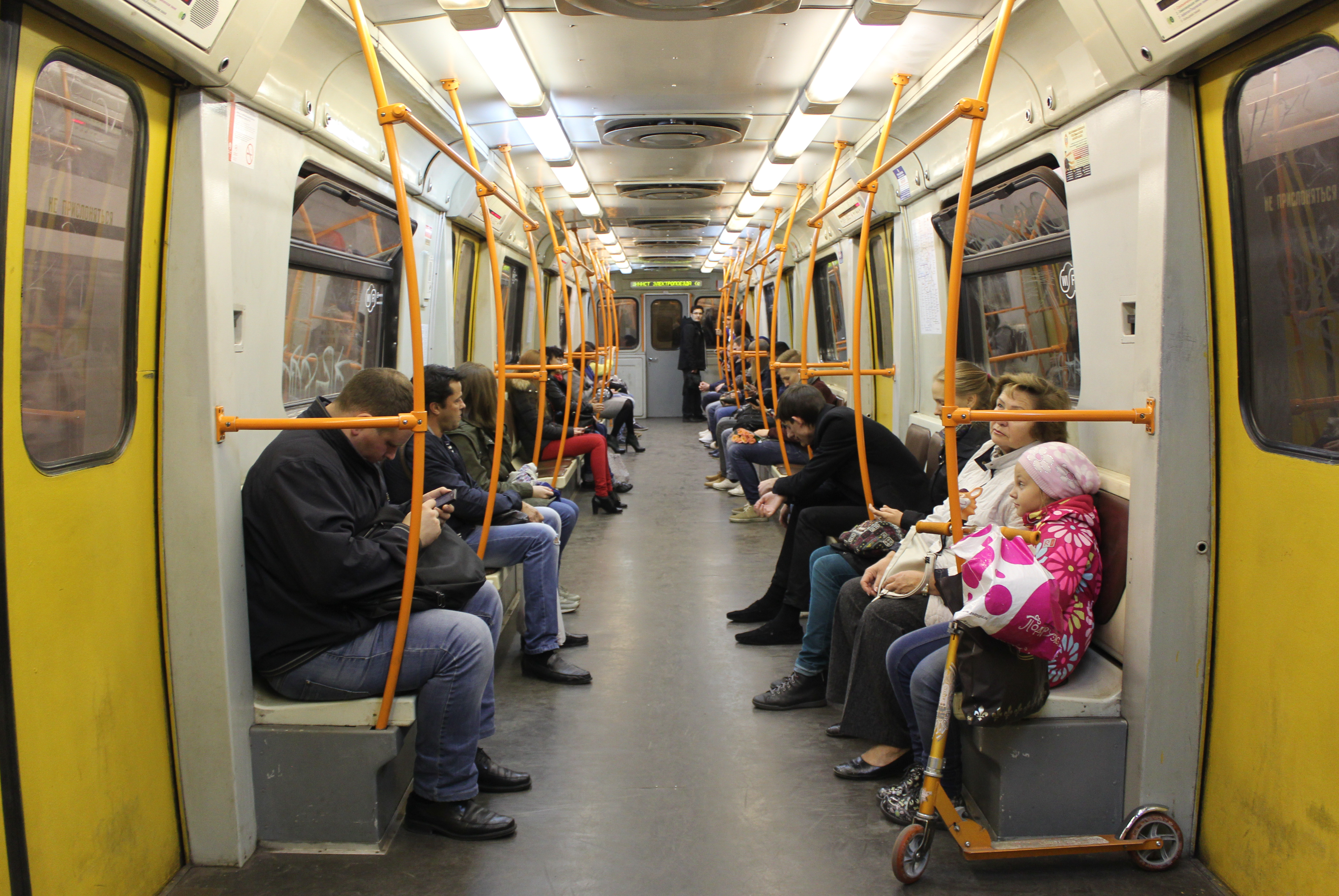
Салон 81-720.1/721.1 второго поколения с антивандальными сиденьями
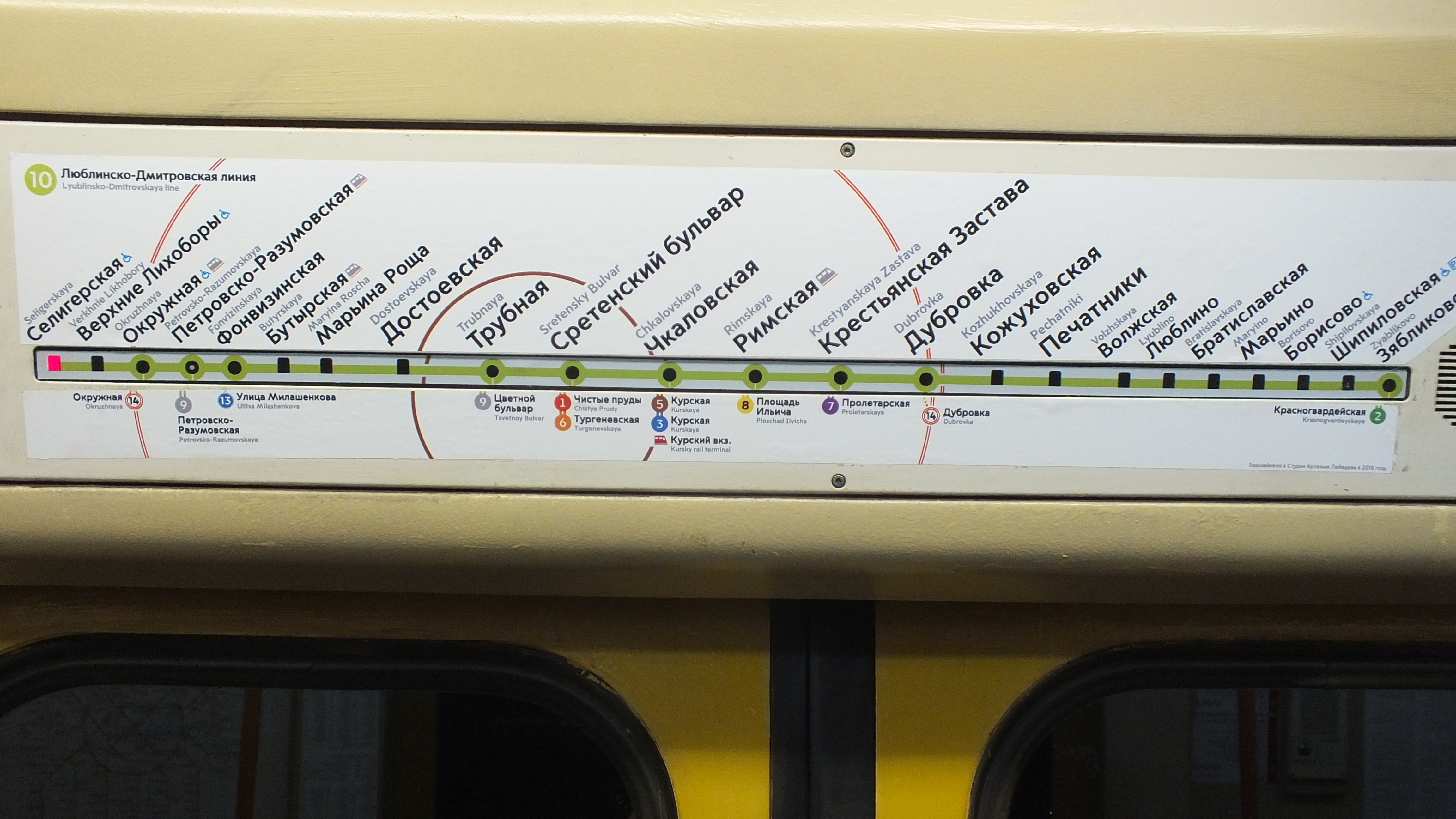
Маршрутная схема Люблинско-Дмитровской линии

#### Кабина машиниста
Кабина машиниста отделена от пассажирского салона сплошной перегородкой с дверью. Пульт управления и кресло в кабине расположены с левой стороны, справа в лобовой части находится эвакуационная дверь-трап для обеспечения возможности спуска пассажиров через кабину на пути в аварийных ситуациях. Пульт управления машиниста у поездов первого и второго поколения несколько различается по расположению приборов, а также имеет различный цвет приборных панелей: у вагонов 81-720 панели выполнены чёрными, а у вагонов 81-720.1 — серыми. Главная рукоятка контроллера машиниста имеет 4 ходовых, 1 нейтральную и 3 тормозных позиции. Кабина оборудована системой кондиционирования для летнего времени и отопления для зимнего времени.

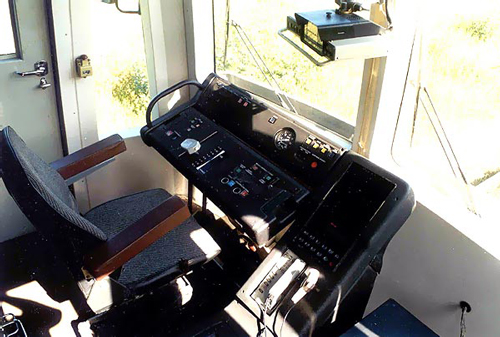
Пульт управления машиниста автомотрисы РА1 модели 730, конструктивно схожий с пультом вагона 81-720 первого поколения
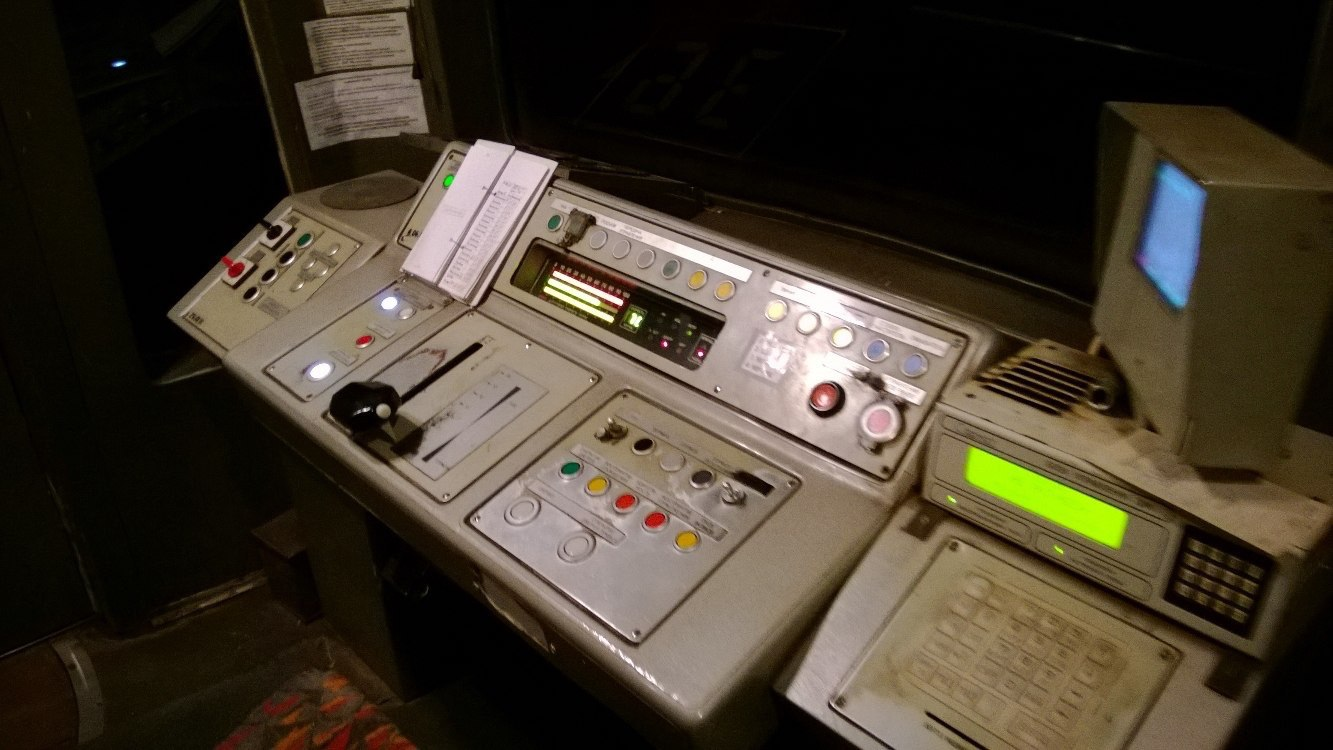
Пульт управления машиниста вагона 81-720.1 второго поколения
- Вид из кабины машиниста поезда 81-720.1/721.1, прибывающего на станцию «Дубровка»

### Электрическое оборудование
Вентиляция
Вагоны 81-720/721 — вторые отечественные серийные метровагоны, оборудованные принудительной вентиляцией. Система вентиляции обеспечивает принудительную подачу свежего воздуха в салон вагона. Для этого в потолке каждого вагона установлены 8 мотор-вентиляторов. Мотор-вентилятор состоит из вентилятора и двигателя переменного тока, который питается от бортовой сети постоянного тока 75 В через собственный инвертор. Мотор-вентиляторы разделены на 2 группы, по 4 вентилятора в каждой. В головных вагонах установлены 7 вентиляторов (4 в одной группе, 3 в другой).

#### Освещение
Путь перед поездом освещается четырьмя фарами, установленными справа и слева в средней части передней стенки головного вагона. Фары разделены на две группы, по две фары в каждой. Каждая группа фар питается через блок питания, преобразующий напряжение 75 В бортовой сети в напряжение 24 В для питания ламп фар. Фары первой группы включаются при постановке основного или резервного реверсивного переключателя в положение «Вперёд». Фары второй группы включаются контактором при постановке основного реверсивного переключателя в положение «Вперёд». При необходимости каждую группу фар можно выключить отдельным выключателем.
Для обозначения хвостовой части поезда на передней части головных вагонов установлены 4 красных сигнальных огня — 2 на одном уровне с фарами и 2 ниже. Лампы этих огней также питаются напряжением 24 В (через блок питания первой группы фар). В нерабочей кабине эти огни нормально включены. Они включаются при постановке основного реверсивного переключателя в положение «0» либо «Назад», а также в положении «Назад» резервного реверсивного переключателя.

### Пневматическое оборудование

#### Получение сжатого воздуха
На метровагонах «Яуза» (как и на других метровагонах) для работы пневматических тормозов, автоматических дверей, звукового сигнала и ряда других аппаратов используется сжатый воздух. Источником сжатого воздуха являются мотор-компрессоры, установленные по одному на вагон. Мотор-компрессор состоит из компрессора и электродвигателя постоянного тока, вращающего вал компрессора. Электродвигатель питается напряжением 750 В от контактного рельса.
Атмосферный воздух засасывается компрессором через фильтр. В компрессоре воздух сжимается до давления 8 атм, после чего поступает через охладитель в главный резервуар объёмом 300 л. Этот резервуар обеспечивает запас сжатого воздуха. Из резервуара воздух через влагомаслоотделитель поступает в напорную магистраль (НМ), по которой поступает к потребителям сжатого воздуха на данном вагоне. Нормально напорные магистрали всех вагонов поезда соединяются друг с другом через пневматические соединения в автосцепках поезда, образуя единый трубопровод. Перед отцепкой вагона пневматические соединения в автосцепках отключают от НМ вагона концевыми кранами с рукоятками синего цвета.
Для измерения давления в НМ к ней подключён манометр, установленный в кабине машиниста. Для измерения давления системой управления (впервые на серийном метровагоне) к НМ подключён датчик давления Д5. На основе информации от него на дисплей в кабине машиниста выводится величина давления в НМ. Автоматическое включение и выключение двигателя компрессора в зависимости от давления в НМ осуществляется регулятором давления — пневматическим выключателем, также подключённым к напорной магистрали.
Для защиты от недопустимого повышения давления в НМ (например, при неисправности системы управления компрессором) у главного резервуара установлен предохранительный клапан. При давлении более 9—9,2 атм он открывается, сбрасывая избыточное давление в атмосферу.
Из напорной магистрали сжатый воздух поступает:
- в тормозную систему — к крану машиниста, блоку электропневматических приборов, цилиндрам стояночного тормоза;
- к электрическим аппаратам — быстродействующему выключателю, электропневматическим контакторам, реверсору, к приводам токоприёмников и электроконтактных коробок автосцепок;
- в пневмосистему автоматических дверей, к пневматическим рессорам, гребнесмазывателям колёсных пар, звуковому сигналу, приводам блокирования торцевых дверей.

#### Автоматические двери
Подобно отечественным вагонам метро всех предыдущих серий, раздвижные двери для посадки-высадки пассажиров открывались и закрывались электропневматическим приводом, управляемым из кабины машиниста. Для подачи сжатого воздуха из напорной магистрали в приводы дверей на каждом вагоне установлен стандартный дверной воздухораспределитель с тремя электромагнитными вентилями. Принципиальным отличием вагонов 81-720/721 является управление дверями через микропроцессорную систему управления.
Для закрытия дверей машинист включает кнопку «Закрытие дверей», при этом кнопка подсвечивается. Электрический сигнал от кнопки поступает через блок управления поездом (БУП) в блоки управления вагонами (БУВ). При этом каждый БУВ включает вентиль закрытия дверей вагона. Сжатый воздух от воздухораспределителя поступает в приводы закрытия дверей. После закрытия всех дверей вагона БУВ выключает вентиль закрытия дверей, но двери остаются в закрытом состоянии.
Перед открытием дверей необходимо выключить кнопку «Закрытие дверей», а также включить кнопку «Выбор левых дверей» или «Выбор правых дверей». Для открытия левых дверей необходимо кратковременно нажать на кнопку «Открытие дверей левых». От кнопки на вентили открытия левых дверей подаётся плюс питания 75 В. Одновременно сигнал от кнопки поступает через БУП в БУВ. При этом каждый БУВ подаёт минус питания 75 В на вентиль открытия левых дверей. Вентиль включается, подавая сжатый воздух в приводы открытия левых дверей. Открытие правых дверей выполняется аналогично с помощью кнопки «Открытие дверей правых».
При неисправности системы управления поездом предусмотрено резервное управление дверями. В этом режиме управление дверями осуществляется только через вентили открытия дверей, а блоки БУВ в управлении не участвуют. Переходя в этот режим, машинист выключателем «Двери. Питание» подаёт минус питания 75 В на вентили открытия дверей. После этого открытие правых или левых дверей осуществляется нажатием кнопки открытия этих дверей. При этом, как и в штатном режиме, включается вентиль открытия правых или левых дверей. Для закрытия дверей машинист нажимает кнопку «Резервное закрытие дверей». При этом оба вентиля открытия дверей получают плюс питания 75 В. Вентили включаются и переключают воздухораспределитель на режим закрытия дверей.
На метровагонах «Яуза» (впервые на отечественных метровагонах) предусмотрено дистанционное блокирование торцевых дверей для перехода из вагона в вагон. В закрытом положении эти двери блокировались электропневматическим приводом, управляемым из кабины машиниста. При включении в рабочей кабине выключателя «Двери торцевые» команда блокирования поступала через блок управления поездом в БУВ. Каждый БУВ включал вентиль подачи сжатого воздуха в приводы блокирования обеих торцевых дверей. На головных вагонах блокировалась только торцевая дверь в задней стенке вагона.

#### Гребнесмазыватели
Для улучшения вписывания колёсных пар в кривые участки пути на метровагонах «Яуза» (впервые на отечественных метровагонах) предусмотрена автоматическая подача смазки на внутренние грани ходовых рельсов.
Для этого на головных вагонах установлена автоматизированная система смазки гребней первой колёсной пары. Система состоит из блока управления (блок АГС), двух датчиков угла поворота тележки, двух масляных резервуаров с датчиками уровня масла, двух электропневматических вентилей и двух устройств подачи масла.
Блок АГС связан с блоком управления поездом и блоком измерения скорости. Поэтому блок АГС выполняет смазку только с разрешения блока управления поездом и только при движении поезда. В кривых участках пути, в зависимости от направления поворота тележки — вправо или влево, блок АГС включает один из вентилей подачи смазки — на правое или левое колесо первой колёсной пары. Вентиль подаёт сжатый воздух из напорной магистрали в систему смазки этого колеса. Смазка из резервуара попадает на гребень колеса, а с него — на рельс. С помощью светодиода блок АГС информирует о неисправности или о низком уровне масла.

## Эксплуатация
В 1993 году на станции «Полежаевская» Московского метрополитена первый экспериментальный состав был продемонстрирован президенту России Б. Н. Ельцину, премьер-министру В. С. Черномырдину и мэру Москвы Ю. М. Лужкову.
В конце 1995 года в ТЧ-4 «Красная Пресня» началась обкатка второго, на этот раз трёхвагонного состава «Яузы». Испытания состава проводились как в упомянутом выше депо «Красная Пресня», так и в ТЧ-6 «Планерное», а также на Замоскворецкой и Кольцевой линиях. В 1996 году по результатам испытаний и последовавших доработок отдельных узлов было принято решение о начале опытной эксплуатации поезда с пассажирами. Однако, даже для работы на Кольцевой линии необходимо было достроить ещё три промежуточных вагона для формирования шестивагонного состава. По ряду причин работа над новыми вагонами затянулась. Сроки начала эксплуатации несколько раз переносились. Одной из причин этого стало и решение, что «Яуза» должна работать на самой молодой и наиболее современной по техническому оснащению линии Московского метрополитена — Люблинской (депо ТЧ-15 «Печатники»). Сначала поезд планировали пустить к 850-летию Москвы (август-сентябрь 1997 года), затем сроки были перенесены на февраль 1998 года. 10 июня 1998 года первый поезд нового поколения начал курсировать по Люблинской линии. Несмотря на то, что по этой линии курсировали семивагонные составы, этот состав состоял из шести вагонов.

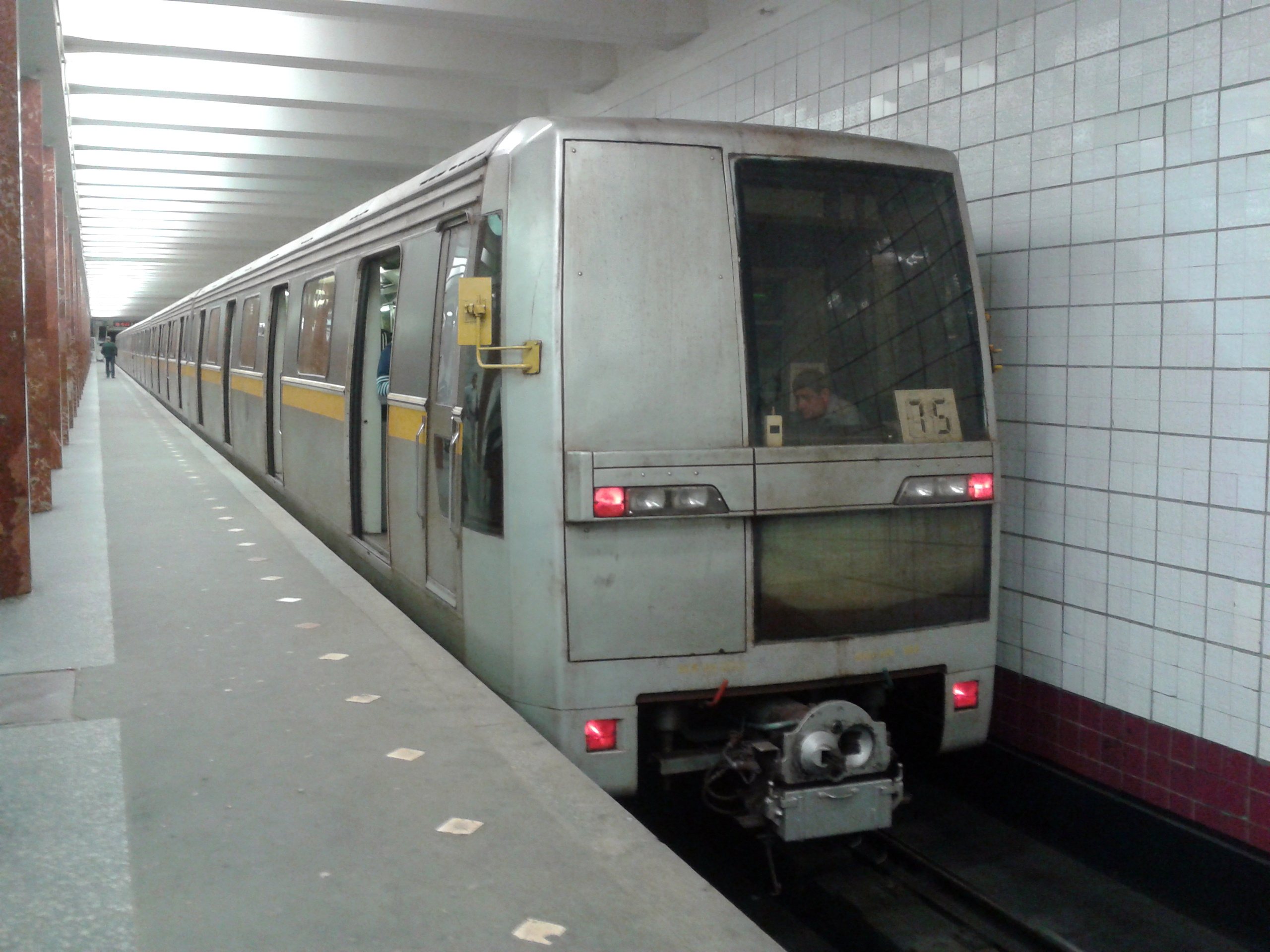
«Яуза» первого поколения 720/721 на станции «Каховская»

ГУП «Московский метрополитен» закупал первые опытно-промышленные «Яузы» 81-720/721 в 1991—2002 годах и серийные «Яузы» в 2004 году.
В начале 2000-х годов планировалось полностью перевести Люблинскую линию на вагоны типа «Яуза». В 1999 году в депо «Печатники» поступили первые 3 состава первой опытно-промышленной партии, а в 2001—2002 года было поставлено ещё 4 аналогичных поезда. Регулярная работа новых вагонов метро на Люблинской линии налаживалась с трудом. Метровагоны имели большое количество отказов, приводивших к сбоям в движении поездов на линии, поэтому в 2002 году было решено отказаться от дальнейшего выпуска вагонов типа 81-720/721. Также в начале 2000 году в депо поступил опытный трёхвагонный состав 81-720А/721А для проведения испытаний асинхронного тягового привода, однако в конце года этот поезд был возвращён на завод. В дальнейшем в 2004 года в то же депо поступило 4 поезда модификации 81-720.1/721.1 с асинхронным тяговым приводом, аналогичным приводу вагонов «Русич». Эксплуатация серийных «Яуз» началась на Люблинской линии 23 марта 2005 года. Учитывая непростую историю внедрения новых вагонов, впоследствии метрополитен отказался от дальнейшей закупки «Яуз», предпочтя закупать составы более удобных в эксплуатации типов, таких как: 81-717.5М/714.5М и «Русичи». В итоге депо ТЧ-15 «Печатники» вместо «Яуз» было доукомплектовано «номерными» составами 81-717.5М/714.5М.
В 2008 году в связи с переводом Люблинской линии на восьмивагонные составы все опытно-промышленные «Яузы» 81-720/721 были переданы в ТЧ-7 «Замоскворецкое» для обслуживания в шестивагонном исполнении Каховской линии. Всего было сформировано 6 составов, а впервые с пассажирами на Каховскую линию «Яуза» вышла 25 августа. Серийные «Яузы» 81-720.1/721.1 были оставлены в депо «Печатники». Из вагонов этого типа было сформировано 3 восьмивагонных состава, из которых на линию выходило не более двух.
Несколько вагонов 81-720/721 находились на территории ОАО «Метровагонмаш» до 2010 года, после чего они были уничтожены за ненадобностью, также 1 промежуточный вагон 81-721 сохраняется в ТЧ-4 «Красная Пресня» в качестве тренажёра ПВС. Много разукомплектованных, нерабочих, простаивающих ещё с 2004 года из-за трещин в креплениях тяговых двигателей, разрисованных опытно-промышленных «Яуз» 81-720/721 находится на территории ТЧ-15 «Печатники». Часть из них была утилизирована в августе 2013 года.
30 июля 2019 года в результате столкновения двух составов опытно-промышленной серии в оборотном тупике станции «Каширская», пассажирская эксплуатация вагонов типа 81-720/721 «Яуза» на Каховской линии была прекращена. Вскоре после аварии, 2 августа 2019 года были отстранены от эксплуатации и серийные «Яузы» 81-720.1/721.1, работавшие на Люблинско-Дмитровской линии. Таким образом эксплуатация вагонов типа «Яуза» в Московском метрополитене была полностью прекращена, однако 1 серийный состав был оставлен для участия в ежегодном Параде поездов с перебивкой серии на заводских табличках после предпарадного ремонта на 81-720.1М/721.1М. Начиная с 2022 года состав в парадах участия не принимал. Поезд планировалось сохранить как экскурсионно-выставочный в укороченной четырёхвагонной составности, однако 11 октября 2023 года в ходе его перегонки на хранение произошло его столкновение с другим поездом, в ходе которого все 4 вагона были серьёзно повреждены до неремонтопригодного состояния. Таким образом, эксплуатация «Яуз» в Московском метрополитене полностью завершилась.
| Электродепо         | Линия                 | Года                                             |
| ------------------- | --------------------- | ------------------------------------------------ |
| ТЧ-15 Печатники     | Люблинско-Дмитровская | 1998—2008: 81-720/721, 2005—2019: 81-720.1/721.1 |
| ТЧ-7 Замоскворецкое | Каховская             | 2008—2019: 81-720/721                            |

### Происшествия

#### Отвалившийся двигатель
1 января 2003 года на перегоне Люблинско-Дмитровской линии «Волжская» — «Печатники» у четвёртого вагона поезда «Яуза» оторвался тяговый двигатель, закреплённый под днищем. В результате оказались повреждены двигатели трёх последних вагонов, несколько метров путевого полотна и контактного рельса. Пассажиров вывели на поверхность, жертв и пострадавших в результате инцидента не было. Движение на участке было прервано. Поезда модели «Яуза» отстранили от работы для проверки подвагонного оборудования, позднее их эксплуатация возобновилась.

#### Столкновение поездов 30 июля 2019 года
30 июля 2019 года на уклоне станции «Каширская» при следовании в оборотный тупик произошло столкновение двух поездов модели «Яуза». Авария произошла в результате самопроизвольного отпуска тормозов неисправного состава. При этом были повреждены автосцепки обоих поездов, а машинист аварийного состава получил ушибы рёбер. Вплоть до 2 августа для устранения аварии движение между станциями «Каширская» и «Варшавская» было организовано по челночной схеме. Последствием столкновения стало окончание пассажирской эксплуатации вагонов «Яуза» всех модификаций, за исключением их последующего выхода на парады поездов (до 2021 года).

#### Столкновение 11 октября 2023 года
11 октября 2023 года выставочный четырёхвагонный состав электропоезда «Яуза» модификации 81-720.1/721.1 при перегонке в электродепо ТЧ-3 «Измайлово» на хранение врезался в состав из вагонов 81-717.5М/714.5М на станции «Печатники» Люблинско-Дмитровской линии. В результате столкновения задний головной вагон типа 81-717.5М № 2818 получил серьёзные, а первый головной вагон № 0033 «Яузы» — критические повреждения лобовых частей кабины машиниста (у «Яузы» передняя часть кабины была полностью смята до уровня боковой двери), до состояния исключения из инвентарного парка были повреждены все 4 вагона «Яузы» (в основном повреждения получили сцепные устройства, тележки и торцевые части рамы), а машинист Николай Козлов, не имевший допуска к управлению подвижным составом, оказался зажат и получил травмы средней тяжести. После изъятия он рассказал Следственному комитету об отключении системы ограничения скорости АРС, к чему не раз прибегал при обкатках и перегонках: в частности, в декабре 2022 года при управлении поездом «Москва-2020» был замечен в опасном сближении с поездом «Москва» на станции «Нижегородская» Некрасовской линии. Это был один из двух последних сохранившихся составов поезда в ходовом состоянии (другой состав неделей ранее был отправлен в электродепо ТЧ-16 «Митино» на консервацию для последующей утилизации, но после данного случая был сохранён). В результате наиболее пострадавший вагон был порезан, а другие ожидают утилизации в депо «Печатники».

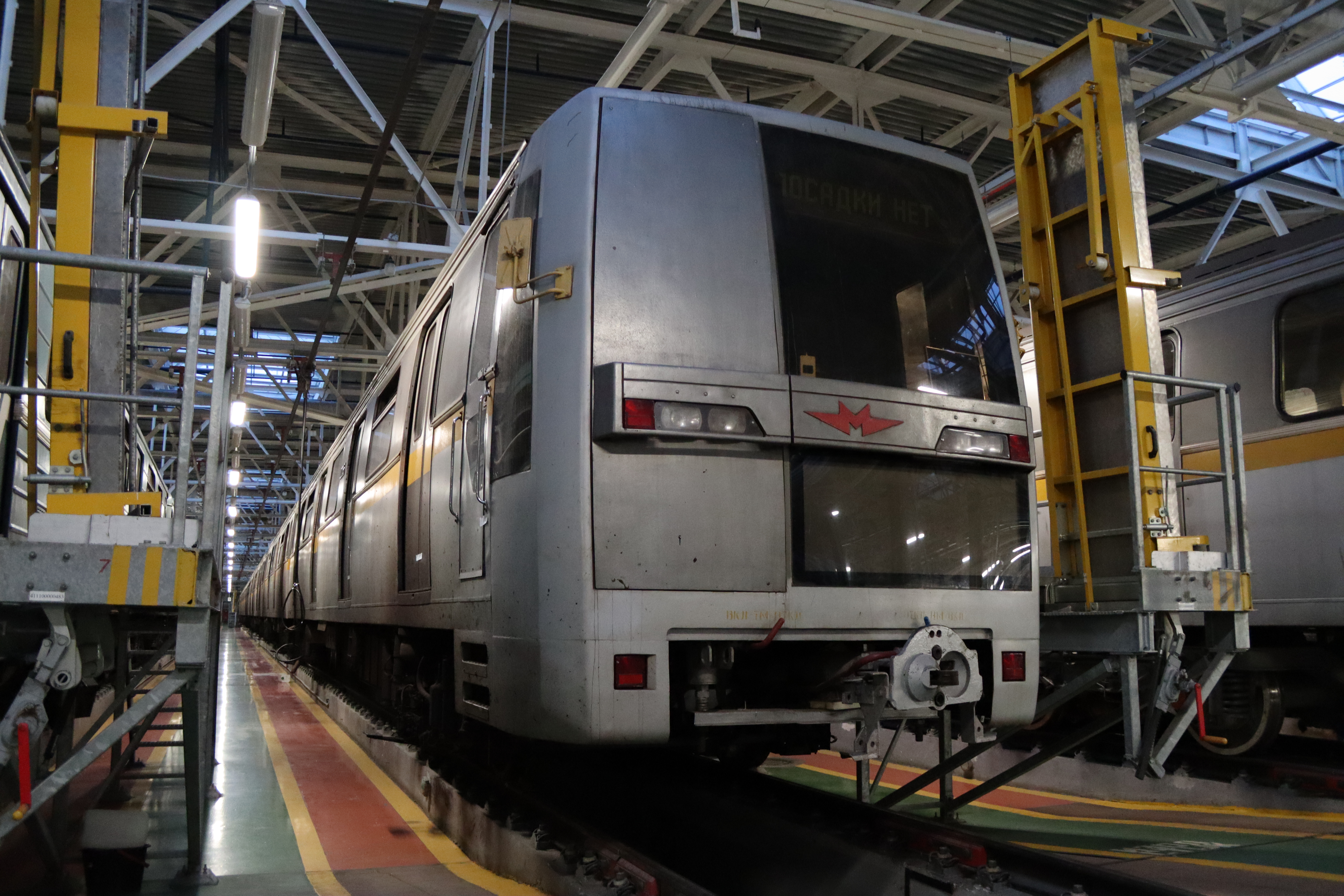
Вагон 81-720.1 Яуза № 0035 на консервации в электродепо ТЧ-16 «Митино»

### Судьба вагонов
По состоянию на 2025 год, подавляющее большинство вагонов «Яуза» было утилизировано. В 2010 году на заводе Метровагонмаш были порезаны головные вагоны 81-720 № 001 и 005 от первого опытного состава и все 3 вагона 81-720А/721А. В Московском метрополитене в августе 2013 года были порезаны 4 промежуточных вагона 81-721 № 0006, 0010, 0101 и 0117. До 2023 года большинство вагонов ещё сохранялось на консервации, но затем была начата их массовая порезка на территории электродепо ТЧ-16 «Митино». В апреле 2023 года были разрезаны 1 головной вагон 81-720 № 0013 и 1 промежуточный 81-721 № 0111, а в сентябре того же года — 2 вагона 81-721.1 № 0142 и 0143. В 2024 году на территории депо «Митино» было массового порезано более 60 оставшихся вагонов «Яуза», а разбитый вагон 0033 от парадного состава, попавшего в аварию, порезан на территории депо ТЧ-15 «Печатники» в январе 2025 года.
Всего сохранилось два головных и два промежуточных вагона базовой модели, а также один целый четырёхвагонный состав и три повреждённых вагона другого разбитого состава модификации .1. Вагон 0021 модели 81-720 в конце 2023 года был отреставрирован вагоноремонтным комплексом (ВРК) в электродепо ТЧ-11 «Выхино» и передан для постоянной экспозиции в подземный павильон Музея транспорта Москвы, который по состоянию на 2025 год ещё не открыт для посетителей. Головной вагон 0018 и промежуточный 0107 находится в оборотном тупике станции Новоясеневская в качестве тренажёра пунктов восстановительных средств, а промежуточный вагон 002 стоит на территории депо ТЧ-4 «Красная Пресня». В депо «Печатники» находятся три оставшихся повреждённых вагона разбитого парадного состава модификации .1 0034—0137—0155 в ожидании исключения и утилизации. В депо «Митино» находится на хранении последний полноценный сохранившийся состав модификации .1 из вагонов 0028—0138—0141—0035, которые первоначально планировалось утилизировать, но после аварии с парадным составом было решено сохранить в качестве выставочного образца взамен разбитого.

## «Яуза» в культуре

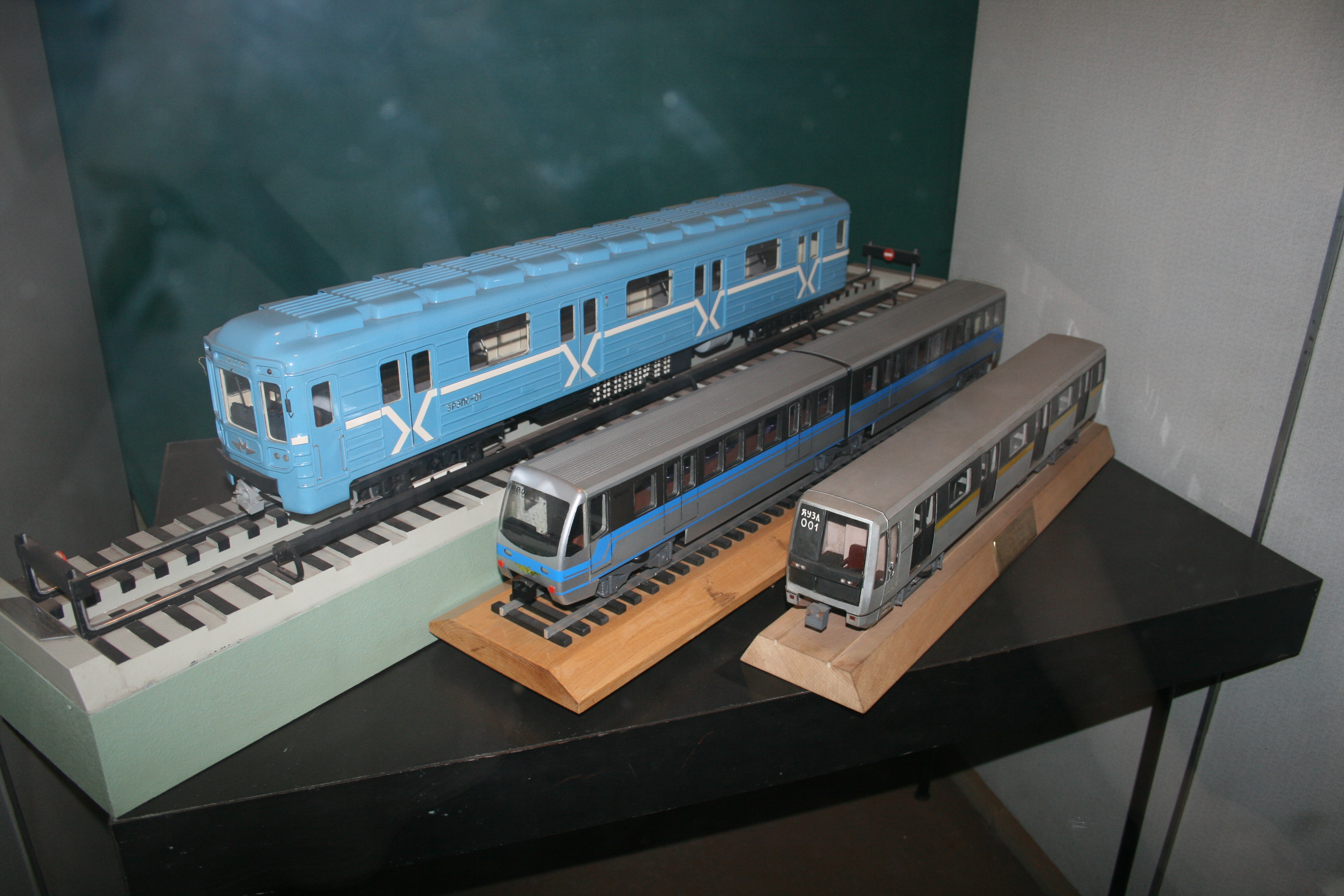
Модели головных вагонов метро 81-717 (крупный слева), 81-740 «Русич» (средний в центре) и 81-720 «Яуза» (маленький справа)

### Телепередачи
Об электропоезде «Яуза» рассказывается в программе «Сканер» 2004 года Первого канала.

### Видеоигры
- Модель воссоздана в дополнении (моде) «Metrostroi Subway Simulator» к игре «Garry's Mod» в Steam[20]. Функционирует в виде аддонов в Steam Workshop. Дополнение отличается от прочих компьютерных симуляторов поездов высокой реалистичностью[21].
- Модель планируется ко внедрению в игре для смартфонов «Subtransit Drive»[22].

## Дальнейшее развитие и родственные модели

### Автомотрисы РА1 моделей 730 и 731
В 1997 году на основе конструкции механической части метровагона 81-720 «Яуза» завод «Метровагонмаш» построил опытную автомотрису для пассажирских перевозок, получившую заводское обозначение модели 730, а начиная с 1999 года начал серийное производство существенно переработанной модели 731, на базе которой в дальнейшем были созданы экспортные модификации. На Российских железных дорогах эти машины получили обозначение серии РА1 (рельсовый автобус, тип 1). От вагонов «Яуза» кузова этих машин отличались в первую очередь наличием двух кабин управления по обоим концам, наличием гофр у боковых стен, меньшим количеством пассажирских дверей, изменённой планировкой сидений лицом вдоль направления движения и наличием тамбурных перегородок с внутрисалонными дверями, а у моделей 731 — большими габаритами и дверями, адаптированными для низких платформ. Кроме того, полностью отличалось силовое оборудование — вместо преобразующего электрооборудования в подвагонном пространстве располагался компактный дизельный двигатель мощностью 315 кВт и гидропередача с приводом только на одну тележку.
Всего было создано три основных исполнения автомотрис РА1, каждая из которых имела по две модели:
- Модели 730 и 730.15. Наиболее близкие по конструкции к вагонам Яуза — имеют схожий дизайн лобовой части кабины машиниста с горизонтальной панелью с прямоугольными фарами, а также соответствующую габариту М ширину кузова 2750 мм и высоту 3674 мм для метровагонов России, но из-за наличия второй кабины вагон имеет увеличенную на 1,72 м длину в 21 172 мм против 20 000 мм у вагона 81-720. Автомотрисы имеют одну пару автоматических раздвижных дверей на высокие платформы в центре с тамбуром, разделяющие салон на две части. У входных дверей модели 730 для общей сети железных дорог имеются выдвижные ступеньки для возможности выхода на низкие платформы и автосцепки СА-3, а каждый из двух салонов имеет по 31 сиденью и три широких и одной узкой пар окон у тамбура; у модификации 730.15 для служебных перевозок на линиях метрополитена применяются автосцепки Шарфенберга и выдвижные ступеньки отсутствуют, а каждый салон имеет два широких и два узких по краям у модели 730.15 (точных данных о планировке салонов нет)[23][24]. В качестве силовой установки используется дизельный двигатель Cummins и гидропередача Voith. Вагон модели 81-730 был построен в единственном экземпляре РА1-0001 для Российских железных дорог в 1997 году и эксплуатировался до 2017 года, после чего был сохранён как экспонат на территории музея железных дорог России в Санкт-Петербурге[25]. Вагоны 730.15 были построены в середине 2000-х годов для служебных перевозок в метрополитене в количестве 7 единиц и поступили в Московский метрополитен в депо Печатники, откуда были переданы на спецветку Д-6 (Метро-2) на баланс войсковой части 95006[26]. Эти поезда эксплуатируются в виде двухвагонных сцепов и иногда передаются в обычный метрополитен для техобслуживания[27][28].
- Модели 731 и 731.15. По сравнению с моделью 730, вагоны модели 731 имеют увеличенную длину, ширину и высоту (23500×3139×4400 мм), соответствуя габариту 1-ВМ; изменённый дизайн лобовой части кабины с утопленными в маску трапециевидными буферными фонарями без выносной панели, по бокам вместо одной пары раздвижных дверей по центру применены две пары прислонно-сдвижных дверей с высокими створками за кабинами машиниста с выдвижной ступенькой, адаптированные для линий с низкими платформами, а у самих кабин ликвидированы отдельные ручные двери для локомотивной бригады. Салон вагона имеет 76 сидений, большая часть которых имеет компоновку по схеме 2+3, и восемь широких окон; в кабине машиниста установлен принципиально иной пульт управления с правой стороны (в модели 730 он располагался слева). Вагоны серийно выпускались для РЖД с 1999 по 2006 год, всего построено 92 автомотрисы РА1 модели 731 с немецким дизельным двигателем MTU и гидропередачей Voith, и одна опытная модели 731.15 с двигателем и гидропередачей российского производства[23][24]. Серийные вагоны поступили в различные депо РЖД, большая их часть эксплуатируется по настоящее время как одиночные вагоны или в виде двухвагонных сцепов по СМЕ, а опытная мотриса РА1-0003 модели 731.15 была возвращена на завод[25].
- Модели 731.25 (РА-В) и 731.35 (РА-Ч). Экспортные модификации автомотрисы для железных дорог колеи 1435 мм для стран Европы, выпускавшиеся как двухвагонные поезда постоянного формирования со сквозным межвагонными переходом вместо одной из кабин, со стороны кабины вагоны имеют автосцепку Шарфенберга и буферы, а со стороны перехода — беззазорные сцепные устройства. Вагоны имеют длину, ширину и высоту 22645×2937×3890 мм, соответствуя габариту UIC 505-1, превосходя по каждому из размеров вагоны модели 730, но уступая вагонам 731. По форме лобовой части, расположению дверей и компоновке салона по схеме 2+2 вагоны близки к модели 730; однако двери прислонно-сдвижные и изначально рассчитаны на низкие платформы как и у модели 731 у кабин машиниста отсутствуют отдельные двери, а в кабине машиниста установлен схожий с моделью 731 пульт управления. Салоны каждого вагона имеет 71 сиденье, большая часть которых имеет компоновку по схеме 2+2, и каждый салон имеет по четыре широких и одной узкой паре окон. Двигатель MTU и гидропередача Voith аналогичны применяемым на модели 731 для России. Всего с 2002 по 2004 год построено 40 сдвоенных автомотрис (80 вагонов) РА-В для железных дорог Венгрии, получивших обозначение серии 63-41 и находящихся в регулярной эксплуатации, и 1 автомотриса (2 вагона) РА-Ч для железных дорог Чехии, получившая обозначение серии 835 и позднее также переданная в Венгрию[23][24].

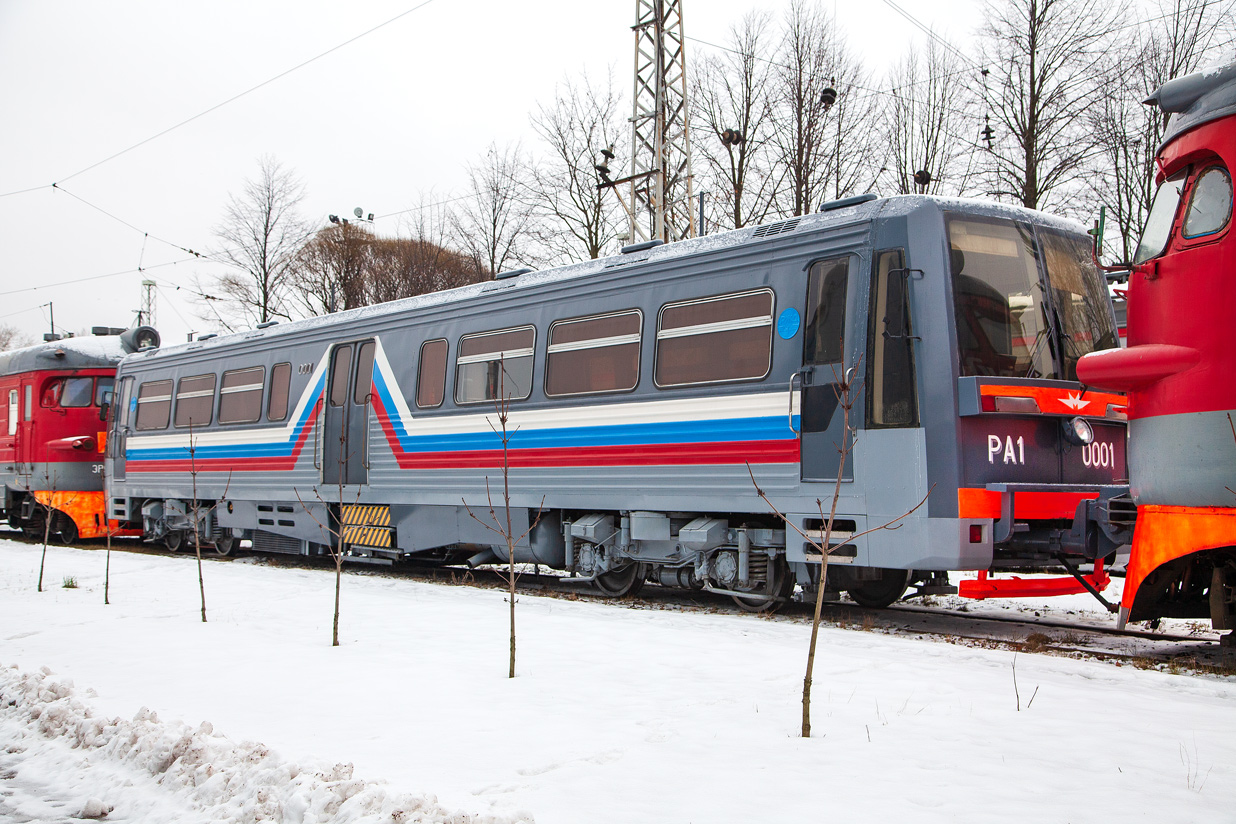
Автомотриса РА1-0001 модели 730
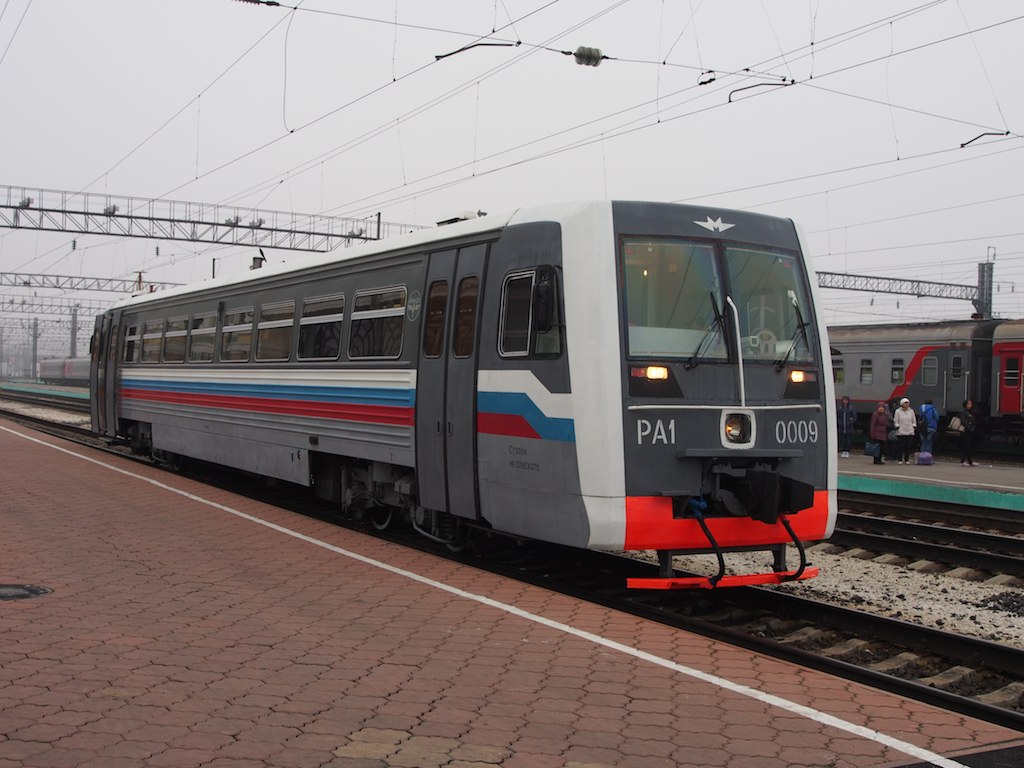
Автомотриса РА1-0009 модели 731
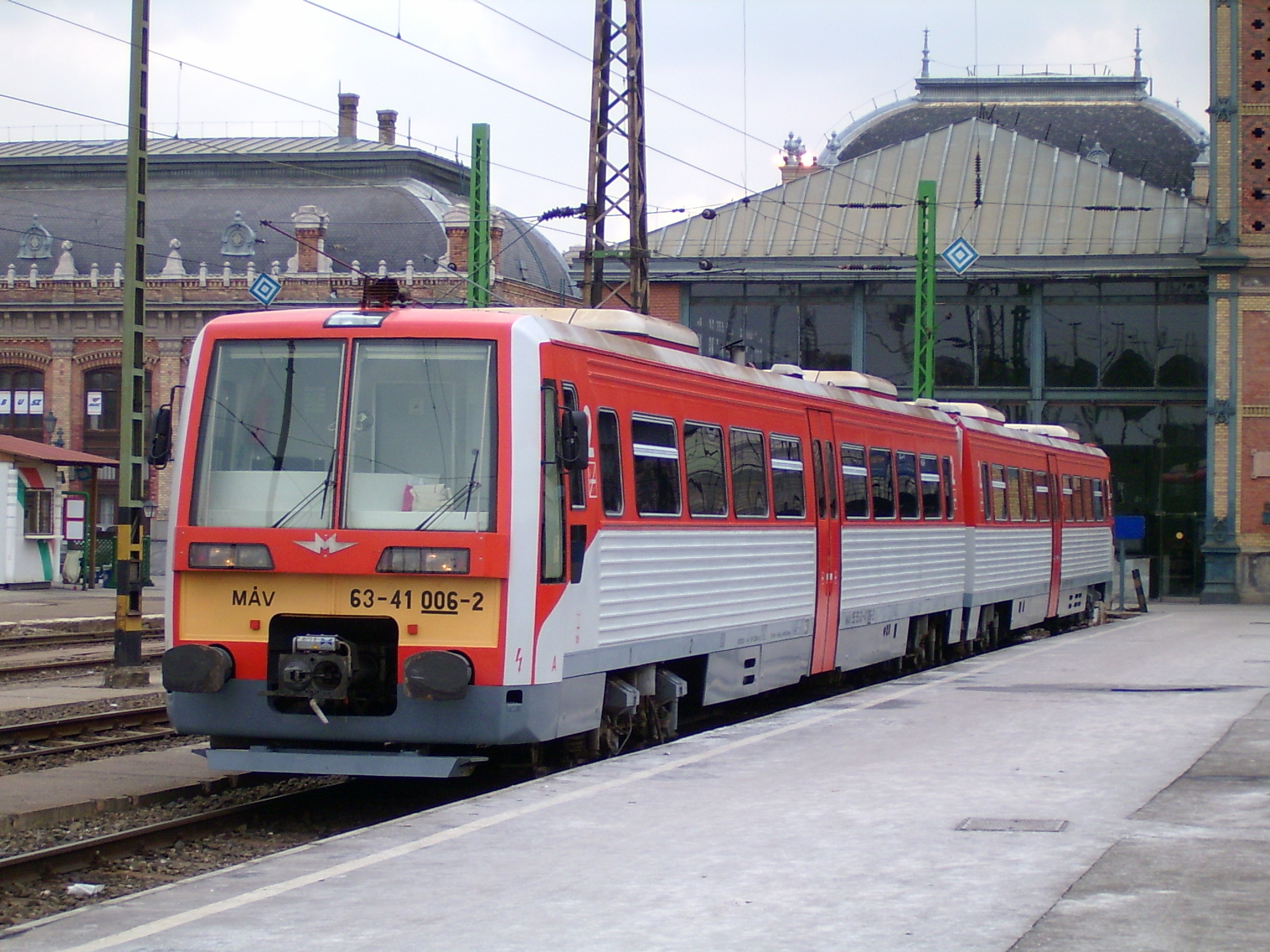
Двухвагонная автомотриса РА-В (63-41) модели 731.25

### Электровагоны метро 81-722/723/724 «Юбилейный»
В начале 2014 года в рамках программы по обновлению парка подвижного состава Невско-Василеостровской линии Петербургского метрополитена был объявлен конкурс на поставку составов с асинхронным тяговым приводом. Для возможности выполнения контракта ОАО «ОЭВРЗ» совместно с партнёром по холдингу — ОАО «Метровагонмаш» начали разработку новой модели вагонов, удовлетворяющей требованиям технического задания, которому не соответствовали выпускаемые в то время вагоны «Ока». В целях экономии времени и средств было принято решение об использовании конструкции существующих кузовов вагонов моделей 81-720/721 «Яуза». Новые вагоны получили название 81-722/723/724 «Юбилейный» (первоначально «Охта»). В составе имеется 3 типа вагонов: 81-722 — головной моторный, 81-723 — промежуточный моторный и 81-724 — промежуточный прицепной).
Несмотря на использование кузова от вагонов 81-720/721 и внешнее сходство с «Яузой», вагоны 81-722/723/724, по сути, являются отдельной моделью, поскольку содержит принципиально иной комплект оборудования. Тележки, электрика, пневматика и система автоматизированного управления и диагностики, а также отделка интерьера и пульт управления в кабине машиниста были созданы по аналогии с применяемыми на вагонах модели 81-760/761 «Ока», которые серийно выпускались заводом «Метровагонмаш» в данный период. На поездах были применены тяговые электродвигатели и преобразователи японской компании Hitachi. Ввиду применения более мощных асинхронных тяговых электродвигателей в составе появились прицепные вагоны. Кузов также претерпел ряд изменений по сравнению с кузовом «Яузы»: у новых вагонов был существенно изменён дизайн лобовой части с лобовым стеклом во всю ширину кабины, вертикальными фарами и сине-чёрной схемой окраски, схожей к применяемой на вагонах «НеВа».
Поезда «Юбилейный» выпускались на заводах «Метровагонмаш» и ОЭВРЗ в трёх модификациях: базовой модели с окрасом сине-чёрного цвета и вертикальными высокими фарами, и модификациях .1 и .3 с окрасом кузова под цвет линий, на которых они эксплуатируются (красный 1-й для Кировско-Выборгской и зелёный 3-й для Невско-Василеостровской соответственно), изменённым расположением и конструкцией фар (две круглые фары друг над другом), пятиугольной формой окон в створках пассажирских дверей и обновлёнными деталями в салоне. Всего с 2014 по 2021 год было построено 11 шестивагонных составов базовой модели, 31 восьмивагонных модификации .1 и 27 шестивагонных модификации .3. Поезда базовой модели и модификации .3 работают на Невско-Василеостровской, а модификации .1 — на Кировско-Выборгской линиях.

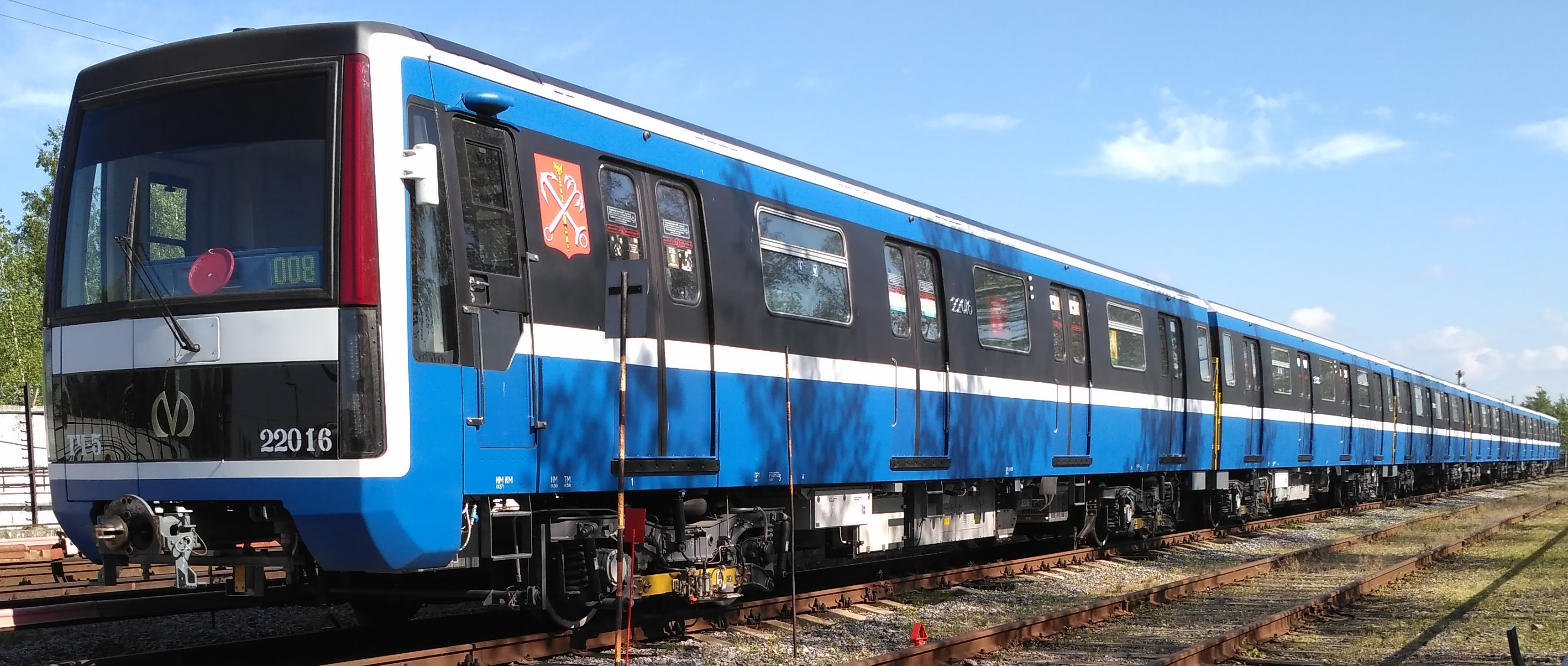
Состав 81-722/723/724
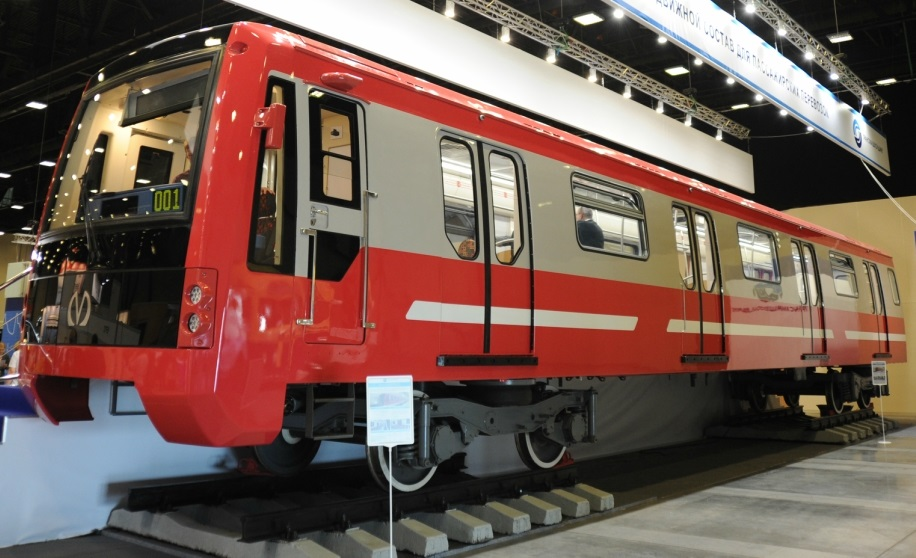
Головной вагон 81-722.1
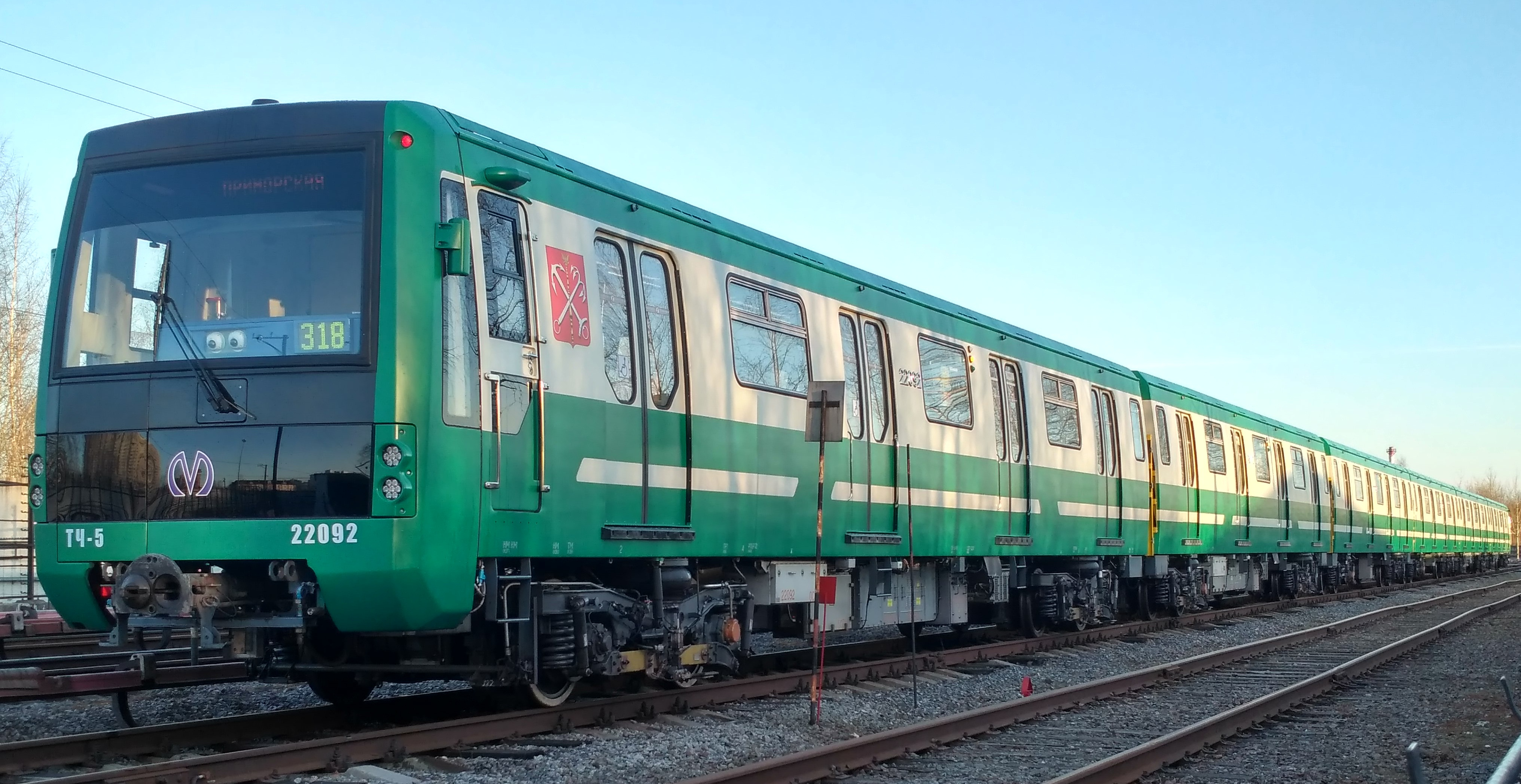
Состав 81-722.3/723.3/724.3